# 澄夜蛾属
澄夜蛾属（学名：Thalathoides）是夜蛾科下的一个属。

## 下属物种
本属包括以下物种：
- Thalathoides conjecturalis (Swinhoe, 1890)
- 黑斑澄夜蛾 Thalathoides curtalis (Warren, 1913)